# Laurent Pillon
Laurent Pillon (Creil, 31 marzo 1964) è un ex ciclista su strada francese, professionista dal 1990 al 2000.

## Palmarès

### Strada
- 1987 (Dilettanti, una vittoria)

Classifica generale Circuit des Ardennes
- 1988 (Dilettanti, due vittorie)

Prix des Flandres Françaises
Prix Fréquence-Nord
- 1989 (Dilettanti, tre vittorie)

Circuit méditerranéen
Classifica generale Circuit de Saône-et-Loire
Classifica generale Tour d'Auvergne

#### Altri successi
- 1990 (Histor-Sigma)

2ª tappa Tour de Picardie (Creil > Senlis, cronosquadre)
- 1992 (GB-MG Maglificio)

Criterium Bergerac
- 1993 (GB-MG Maglificio)

4ª tappa Tour de France (Dinard > Avranches, cronosquadre)
- 2000 (Ville de Charleroi-New Systems)

Classifica traguardi volanti Circuit Franco-Belge

## Piazzamenti

### Grandi Giri
- Giro d'Italia

1993: 41º
1994: 88º
- Tour de France

1990: 103º
1991: 51º
1992: 88º
1993: 66º
1997: ritirato (13ª tappa)
- Vuelta a España

1992: 53º

### Classiche monumento
- Parigi-Roubaix

1997: 61º
1998: fuori tempo massimo
- Liegi-Bastogne-Liegi

1991: 49º
1992: 29º
1993: 65º
1994: 64º
1999: ritirato
2000: ritirato
- Giro di Lombardia

1992: 24º
1993: 39º